# Joaquín Turina

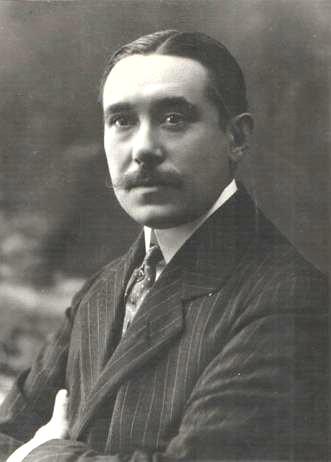
Retrato fotográfico de Joaquín Turina (compositor español) realizado en 1914.

Joaquín Turina Pérez (Sevilha, 9 de dezembro de 1882 - Madrid, 14 de janeiro de 1949) foi um célebre compositor espanhol e destacado representante do nacionalismo musical na primeira metade do século XX.
Com Manuel de Falla e Isaac Albéniz, Turina produziu as obras mais relevantes do impressionismo musical na Espanha. Suas obras mais importantes são as Danzas fantásticas e La procesión del Rocío.